# 26-й егерский полк
26-й егерский полк

## Формирование полка
Сформирован 13 июля 1806 г. 3 апреля 1814 г. за отличия против французов назван 26-м гренадерским егерским, а 30 августа 1815 г. — 5-м карабинерным полком. По упразднении егерских полков 28 января 1833 г. полк, согласно официальным данным справочника В. К. Шенка, был разделён пополам между Сибирским и Малороссийским гренадерскими полками; согласно данным Г. С. Габаева полк был разделён побатальонно между Сибирским, Малороссийским и Астраханским гренадерскими полками. Старшинство полка сохранено не было, а знаки отличия унаследованы в Сибирском и Малороссийском полках.

## Кампании полка
Оба действующих батальона состояли в 14-й пехотной дивизии 1-го отдельного пехотного корпуса; гренадерская рота 2-го батальона состояла во 1-м сводно-гренадерском батальоне той же дивизии; эти батальоны приняли участие во многих делах Отечественной войны и Заграничных походах. Запасной батальон находился в гарнизоне Риги.

## Места дислокации
1820 — М. Кимра Корчевского уезда, второй батальон — в Слободско-Украинской губернии, при поселенной 2-й Уланской дивизии

## Знаки отличия полка
26-й егерский полк имел следующие знаки отличия: две серебряные трубы с надписью «За отличие при поражении и изгнание неприятеля из пределов России 1812 г.», пожалованные 13 апреля 1813 г. (по одной перешли к Сибирскому и Малороссийскому полкам); знаки на головные уборы для нижних чинов с надписью «За отличие», пожалованные 27 апреля 1814 г.

## Шефы полка
- 23.06.1806 — 07.09.1811 — полковник (с 30.08.1808 генерал-майор) Эриксон, Иван Матвеевич
- 03.11.1811 — 01.09.1814 — полковник (с 03.01.1813 г-м., с 27.04.1814 г-л.) Рот, Логгин Осипович

## Командиры полка
- 12.04.1810 — 19.10.1810 — полковник Карпенко, Моисей Иванович
- 23.04.1813 — 09.05.1813 — подполковник Есипов, Михаил Иванович
- 01.06.1815 — 20.04.1819 — подполковник (с 06.10.1817 полковник) Медведев, Пётр Иванович (военный)
- 20.04.1819 — 10.02.1821 — полковник Каменский
- в 1820 — полковник Мельгунов 1-й[1]
- 10.02.1821 — ? — полковник Самсонов 2-й

См. также: 55-й егерский полк.